# 片輪少女
《片輪少女》（字面翻譯為「殘疾少女」）是一款視覺小說類型的同人美少女遊戲，由四葉遊戲工作室（Four Leaf Studios）開發製作，內容是一名少年與5名擁有不同殘疾的美少女一同生活的故事。遊戲採用由文字敘述和平面人物圖像所組成的傳統視覺小說模式，並藉由視覺小說引擎Ren'Py以如同冒險遊戲的對話框方式运行。《片輪少女》隨著故事的進展包含有一些成人內容，但玩家亦能夠選擇跳過一切性愛場景。同時遊戲是極少能夠同時支援Windows、Linux與Mac OS X等平台的美少女遊戲，並採用了創用CC版權中的「姓名標示、非商業性、禁止改作」（CC BY-NC-ND）的授權條款。
遊戲中大部分故事發生在位於現代日本的山久高校。一位名为中井久夫（Hisao Nakai）的少年因為心律不整，在經過長期的住院治療後被迫轉往新學校就讀。儘管被迫改變自己過去的生活的同時不斷遭遇許多波折，久夫仍希望能夠找到一名知心的好友，甚至是發展出愛情關係。
《片輪少女》的玩家主要藉由文字閱讀的方式來瞭解整個故事內容，在对一些事件提出感想时或者是與故事人物的對話中會不時出現選項让玩家进行选择，而玩家的選擇會決定之後整個遊戲劇情的走向。在遊戲之中，久夫一開始會隨著玩家的決定而進入不同的角色路線，之後便隨著遊戲的進行而漸漸與其中一名女主角關係漸趨親密。5名女性角色对应的游戏路线分別都有「好結局」、「壞結局」以及「普通結局」，甚至也有些角色路線是設定成以久夫身亡作為結束。

## 简介
作為視覺小說之一的《片輪少女》，整部遊戲採用MIT授權條款的遊戲引擎Ren'Py製作。玩家主要藉由文字閱讀的方式來瞭解整個故事內容。當玩家所操縱的角色在提出一些事件感想或者是與故事人物的對話時，系統會不時於螢幕上插入選項給玩家选择，而玩家的選擇會決定之後整個遊戲劇情的走向。
遊戲男主角中井久夫一開始會隨著玩家的決定而進入不同的角色路線，之後隨著遊戲的進行而漸漸與其中一名女主角關係漸趨親密，甚至最後還有可能發生更加親密的關係。5名女性角色对应的游戏路线分別都有「好結局」、「壞結局」以及「普通結局」，玩家在故事中的選擇会对结局造成影响，甚至有些角色路線是設定成以久夫身亡作為結束。遊戲之中某些路线包含色情場景，但遊戲主選單處也提供了選項，可以禁止這些部分内容的出現。

## 內容

### 故事背景
遊戲中絕大部分故事情节發生在位於現代日本的山久高校。這所虛構的高中設立的目的是为具身心障礙的兒童服务。原本過著正常生活的普通男高中生中井久夫（Hisao Nakai）半年前因先天性心肌缺損意外引發了心律不整。經過長期的住院治療，家长出于健康的考量，让久夫離開原本的學校，轉往山久高校就讀。儘管身體上和心理上存在著多重障礙，中井被迫改變自己過去的生活，於新學校展开生活。在這過程中，儘管遭遇了許多波折，中井也結識了5名擁有不同殘疾的少女，隨著時間的過去，彼此之間也漸漸發展出愛情關係。

### 主要角色

片輪少女遊戲場景由左至右分別為砂藤、米莎和靜音。

中井久夫
男主角的名字來自著名的精神病理學家中井久夫。中井原本是一位普通男高中生，後來因為患有心臟疾病並引發自身心律不整的症狀，而被迫離開原本的學校並轉往山久高校就讀。
在遊戲的一開始便提到，他於某天下雪於森林中和與一名自己喜歡的女孩會面；在被告白後突然因為心臟不適而陷入深度昏迷。在他住院的幾個月期間，兩人斷絕了交流。中井出院後便轉往山久高校3年3班就讀。雖然在故事一開始的時候，認為自己只不過是普通病情而長期住院的中井對於要轉往一所以殘疾學生為主的學校就讀感到不滿，最後仍然漸漸適應了新學校的生活方式。隨著他結交數名好友，彼此交談的過程中，他開始改變自己對於殘疾人士的成見以及對自身的想法。他的愛好主要為住院期間為紓解無聊所養成的閱讀習慣及西洋棋。
茨崎笑美
笑美是一名總是充滿活力且樂於面對現實的外向女孩，她有著棕髮的雙馬尾以及碧綠的眼睛。童年時期發生的嚴重車禍使得她膝蓋以下的腿部被截去，現在以義肢代步。然而她仍然認為這些不幸是上天所給予的祝福，甚至還自願參加了田徑隊的活動，不過她有時候也對於自己矮小的身材稍微感到不滿。
笑美十分重視自身的飲食以及運動習慣，同時也常常與學校的護士共同討論。笑美及中井兩人不小心在走廊上撞到，因而互相認識，之後兩人開始交談彼此的興趣。笑美在故事中將中井視為可以一同練習的夥伴，並往往會要求後者發表自己的意見，不過在某些場合她的舉動往往使得中井大吃一驚。中井對於自己時常不小心惹到笑美不滿感到愧疚。笑美與琳也是好友，原因在於彼此都投入自己所熱愛的事物。她的口頭禪為：「你能自立獨行嗎？」
池澤華子
華子在小時候，家裡發生了大火導致房屋被毀，也連帶奪走了雙親的生命。這次意外也使得她身體嚴重燒傷而留下大片的傷痕，並在的心裡留下了嚴重創傷。為了能夠隱藏臉頰右側的傷疤，她特別將自己深紫色的長髮遮蓋住右半臉。臉部的傷痕使得她十分的內向，並遲遲無法主動與其他人交談。不過砂藤莉莉由於眼盲的緣故，成為了她唯一願意信任的好友。
她也曾透露在意外發生後絕大多數的時間是於孤兒院中度過，而中學時期因為遭到其他人的欺侮而使得她更加不願意打開自己的內心。雖然中井是華子的同班同學，但後者經常於課堂上缺席，絕大多數時間都獨自一人在學校圖書館內讀書。在遊戲5位攻略角色當中只有她的殘疾主要屬於外表方面，不過遊戲之中所描繪的傷勢比原先RAITA所創作的插畫更為嚴重。她的口頭禪為：「你能直面恐懼嗎？」
砂藤莉莉
患有先天性眼盲的莉莉為3年2班的班長，並且是這個以盲人與部分失明學生所組成的班級中的重要存在。她是遊戲之中身高最高的女性角色，有著金黃色的馬尾以及藍色的眼睛。父親為日本人，母親則為蘇格蘭人。莉莉平常保持極為禮貌的淑女氣質，並時常以慈母般溫柔的性格照顧所認識的人，同時也不會特別去打擾每個人的私生活。在過去她曾經在校訓極為嚴格的女子學校就讀，後來才轉到山久高校。所以她的美少女屬性（除了眼盲以外）其實是個名門大小姐，在五個兄弟姐妹中的排行是老大（長女）。
不同於米莎總是想要讓中井快速習慣新的環境並參與學校活動，莉莉往往是一方面以輕鬆悠閒的態度招呼中井，另一方面也協助中井在學校舉辦活動期間漸漸適應新的校園生活。她平易近人的性格讓她成為池澤華子唯一的摯友，兩人經常一同食用午餐或者是度過下午茶時光，華子有時也會陪伴莉莉離開學校購買食材。她與静音無法直接溝通，一方面她無法見到静音的手語，另一方面静音也聽不見她的話。這使得兩人長期以來一直無法好好相處。她的口頭禪為：「你能視我所見嗎？」
手塚琳
琳一出生便有先天性的手臂畸形，所以醫生從上臂進行截肢，也使她練成了能夠靈巧地以腳完成所有日常生活，包括吃飯、繪畫、沐浴及如廁等動作的本領。她有紅色的短髮及深綠色的眼睛，為了避免用腳穿裙子所造成的尷尬情況，平常她的服裝主要是男用學校制服。而除了她穿在身上顯而易見的男用校服外，最令人備感不可思議（頭痛）的就是－她那天馬行空又無厘頭，不知道裡面到底裝了什麼的古怪頭腦。因此琳經常陷入自己的世界之中而讓人感到不可思議，同時她也常常發表一些獨特且無厘頭的話語而讓身邊的人感到傻眼；中井對於這些不斷冒出古怪的念頭不時感到頭痛，而莉莉也曾提到自己有時候覺得與琳交流十分的困難。不過和其他人溝通交流相比，琳的藝術家特質更為引人注目，時常將自己極端抽象的概念以繪畫的方式呈現。
平時她對於絕大多數同樣具有殘疾的學生態度冷淡，然而她也是唯一一名在與中井交互自我介紹後，敢直接詢問後者為何就讀這所學校的人。不過她也十分願意與他人分享自己的過去。此外琳也對於笑美表現出十分友好的態度，因為她認為兩人並沒有因為身體的殘疾而放棄自己的興趣。她在學校舉辦活動時擔任唯一一名創作的畫家，並在學生宿舍前畫出巨幅的壁畫以供眾人欣賞。她的口頭禪為：「你能掌握當前嗎？」。姓氏來自漫畫家手塚治虫。
羽加道静音
静音是中井的同班同學，同時也是班長和負責監督山久高校所有活動舉辦事務的學生會會長（生徒会長）。她有著深藍色的短髮以及戴有眼鏡，身為聾啞的殘疾人士，主要是藉由手語來溝通。她的好友米莎也總是待在她的身旁，向他人解釋她所要傳達的意思，同時也將他人的回應傳達給靜音知悉。米莎藉由這樣的方式來讓靜音有效地與他人溝通。不過在無法講話的情況之下，其他人也往往能從其豐富且充滿情感的表情稍為理解她的感受。
靜音的個性堅定而好強，中井也認為她在作業以及事務領導上具有一定的影響力，不過偶爾她也會展現出溫柔關心他人的一面。她在故事一開始的時候便與莉莉交惡，甚至與後者有著強烈的競爭心態。她的口頭禪為：「你能和我訴說心事嗎？」

### 次要角色
禦門「米莎」椎名
米莎是羽加道静音最好的朋友，並承擔着帮助後者與外界溝通的任務。同時她也是學生會的資深成員之一（加入勤勉［？］的學生會這點，以她散漫的個性而言還滿令人意外的，雖然以人際交往而言並不意外就是）。故事開始時，與中井同班的米莎便成為其第一個好朋友。她留有粉紅色的長捲髮及金色的眼睛，個性有點散漫卻又天真。米莎在絕大多數時候呈現出友好且樂觀的態度，不過她有時候也擔心自己是不是過於積極而導致周遭的人對其感到厭煩。
她在遊戲第一章之中作為主要角色之一登場，但是在之後並沒有與中井發展出更加深層的浪漫關係，而在遊戲之中也沒有專屬的互動路線。中井剛轉入新學校時，米莎主要是協助他在短期內適應學校生活，同時協助靜音說服他加入學生會。雖然遊戲中並沒有提到米莎是否因為身體殘疾而前往山久高校就讀，但是由於其個性及舉動而多被認為是一名注意力不足過動症暨強迫症患者。
瀬藤健二　（せとう　けんじ）
阿宅預備軍的眼鏡仔。在自己的寢室中一直謀畫著反抗女權陰謀的計畫，實際上對於能跟男主角當上朋友這件事情感到滿欣慰的。遊戲中的bad end是他推喝醉了的男主角下樓。
護理師
山久高校的保健組長。在英文版中是顯示為代表護士（先生）的「Nurse」。性格很開朗，想到什麼就說什麼，是個笑口常開的人；不過一旦牽涉到自己專業的醫事話題，就會令人感到他那股不同一般的自信心滿溢出來就是了。
武藤昭夫　（むとう　あきお）
主角所在的3年3班導師，教學的科目概括所有理科的範圍；對現實漠不關心，也完全不會去計較一些有的沒的事情。
白川優子　（しらかわ　ゆうこ）
在滿有人氣的咖啡店（英文是說「tea house」特指日本當地的茶房，不過實際內裝跟男主角評論也說那是「有主題的咖啡店」）；雖然基本的性格是迷迷糊糊的天然呆，但卻常常因為太在意一些細節而過度緊張、或是因此而消沉了下來－算是跟武藤相反的性格吧。

## 創作

### 概念發起
遊戲的概念可以追溯至日本同人社團「絕對少女」的繪師之一RAITA原本為同人誌作品《Schuppen Harnische》繪製出的一頁草稿。2007年1月上傳到模仿日本雙葉頻道（ふたば☆ちゃんねる）設置的圖像揭示板（Imageboard）4chan之後，這張假的遊戲設定圖立即引起了4chan的用戶以及其他網路社群的注意。在這張名為《片輪少女》的設定圖中大致上標記著內容中數名殘疾少女的介紹，再加上RAITA本人也表示自己也「希望能夠有這款成人遊戲」，使得論壇的討論板上開始出現依照圖片設定製成遊戲的聲音，並陸續有人對以此開發出一款美少女遊戲的構想進行熱烈的討論。
到了同年夏天，以4chan為首、積極就遊戲開發進行討論的社群成員宣布組成四葉遊戲工作室（Four Leaf Studios），並在原本於4chan的討論基礎上展開了《片輪少女》遊戲的實質製作工程。虽然《片輪少女》遊戲的發想是由4chan的/a/版（動畫和漫畫版）開始進行討論，但實際上兩者之間並沒有絕對的關聯性。
在第一章推出不久，四葉工作室便接到為數相當的自願者的信函；但基於人員已經充足且無須再加上其他額外內容的情況下全數挽拒申請參與。唯一破例接受的只有Mike Inel，其日後獨立花了一年的時間包辦整個遊戲的開場、過場動畫製作。

### 遊戲製作
整個遊戲在製作期間有一部分人士因故而退出，最後在遊戲完成階段時主要有21名工作人員。在所有開發成員之中絕大多數人多是以暱稱來隱藏自己的身分，不過在完全版推出後開發團隊也首次公開了負責製作動畫方面的成員姓名。在一開始的文字劇情階段中，光是劇本的大略內容便已經多達470,000多字之譜。而在英文版的「第一章」（Act One）之中則有近96,000字，最後整個視覺小說遊戲便有超過500,000個單字內容。根據開發團隊的說法表示，以最新的完全版所使用的單字來說幾乎能夠與一本《魔戒》小說相當。
然而儘管遊戲的故事背景發生於日本某處，然而整個遊戲開發團隊多是由日本海外地區的成員。因此許多人物在設計上除了依據原本RAITA所繪製的插畫之外，另外結合了於各處收集到的元素以及在製作論壇的討論組成，甚至連角色的血型設定也是參考日本的血型性格學說與人物的性格特色來作決定。同樣地由於大部分工作人員並非日本人，也因此角色的人名便多是參考地方名稱、著名的日本動畫內容等等並以借字的方式來命名。

### 作品推出
2009年4月29日，四葉工作室首次發表了作為體驗版的「第一章」（Act One）。在這個版本之中同時推出了英語以及義大利語的版本，並已經可以同時在Windows、Mac OSX和Linux等平台上運行遊戲。體驗版的目的除了藉由於官方網站下載的方式來作為開發測試外，同時也希望能夠自用戶端得到針對遊戲的修改意見。2009年12月13日公布了修正版本「第一章（v2）」，除了提供修補程式來進行資料的修改外，也推出了繁體中文與簡體中文2種漢語版本。2010年5月14日推出了修正版本「第一章（v3）」，這版本更新了遊戲之中笑美與優子等遊戲角色的插圖內容，同時連同修正程式也增加了日語版本的劇情文字，這次修正也是四葉工作室最後一次針對角色部分進行的大幅度設計變更。
2010年6月25日的「第一章（v4）」中增加了法語選項，而在2011年4月16日所推出的「第一章（v5）」中則增加了俄語、德語、匈牙利語等語言版本，在這段期間四葉工作室也不斷針對遊戲的缺陷、人物插圖的細節等進行修正。遊戲的完整版最終於2012年1月4日釋出，不過所使用的語言只有英文。在支援平台上同樣包括Windows、Mac OSX和Linux等作業平台，其他平台如OS X Lion因為系統的問題只支援全螢幕的模式，而其他使用通用二進制的PowerPC則無法有效支援遊戲的運作。另一方面，其他語言的版本則陸續由其他遊戲工作者進行翻譯。遊戲發行後，四葉工作室表示成員之間並沒有計畫要於其他項目上進行合作，而是會繼續改進遊戲的相關內容並持續更新官方部落格的文章。

## 作品評價
《片輪少女》在推出「第一章」（Act One）後，立即收到超越原本製作團隊預期的反應，其中包含了對於體驗版內容正反兩面的意見。Gamasutra的一篇評論認為遊戲的主題過於「變態且無恥」，但以此為前提下，也肯定遊戲內容本身的「製作精良」。隨著遊戲完全版本推出，同人遊戲市場多給予正面的評價，包括認為遊戲製作水準極高以及讚揚人物角色之間坦誠相待的故事設定。此外一些評論對於遊戲之中包含較為敏感的成人要素感到讚賞，認為這些軟調色情的圖片成功地融入了故事的敘述，成為其中的一部分。不過也有人認為相關的人物刻畫以及劇情描述並沒有需要透露過多「成人內容」，而只需要在遊戲進行時稍微以場景帶過的方式即可。遊戲推出後，立刻被GameFAQs評選為「FAQS十大最喜歡遊戲」（Top 10 Wanted FAQS）的第3名，曾居遊戲排行榜首位。截至2017年6月26日，GameFAQs的1010多名用戶給予《片輪少女》平均4.40分（满分5分）的高評價，而讀者的評論內容則达到4.25分（满分5分）。

## 名稱爭議
儘管《片輪少女》於遊戲市場中收到了普遍的正面評價，在遊戲名稱方面仍然陸續遭受批評，特別是在作為美少女遊戲的主要製作國家的日本得到許多反對意見。反對意見主要在於《片輪少女》的「片輪」（Katawa）在日語中是一個較為傳統但仍包含一定貶義的差別用語，這類具有冒犯和貶低性質的詞語甚至在部分日本電視節目或者是廣播電台中被禁止使用。而在日本著名的匿名討論版2ch中，也出現許多對《片輪少女》這一名稱感到不滿的評論。
儘管在翻譯時製作團隊將「片輪少女」（Katawa Shoujo）一詞解釋為英語中「殘疾少女」（Disability Girl）之意，而中文翻譯時也多是直接將「片輪」翻譯為「殘疾」解釋。但實際上在日語之中「片輪」的使用更加接近中文的「跛子」，而就字面上來解釋為車輛僅剩下一個車輪，進而引申為失去了一部分而不完善。
面對日本當地許許多多針對「片輪」一詞使用問題的意見，作為遊戲開發團隊的四葉工作室則發表文章表示：「我們無意使用此詞彙去冒犯任何人，但對於遊戲的名稱也不會做出任何的改變。這名稱的由來最早便是來自於日本本身，並由RAITA在原本（《片輪少女》）的概念圖片之中使用。」同時製作團隊也曾表示：「如果真的導致你感到不適的話，我們也先說聲抱歉。」

## 延伸閱讀
- . 四葉遊戲工作室（Four Leaf Studios）. 2009年4月29日 （英语）.
- Dave Riley. . 美國: 《Otaku USA》. 2012年6月 （英语）.

## 外部連結
- 片輪少女 （页面存档备份，存于）（中文）
- Katawa Shoujo （页面存档备份，存于）（英文）
- If you look hard enough, you'll find it （页面存档备份，存于）（英文）
- KATAWA SHOUJO （页面存档备份，存于）（英文）
- Romance With Disabled Girls: How An Unusual Game Came To Be （页面存档备份，存于）（英文）
- 戀愛遊戲殘疾少女 風靡美日（中文）
- 《片輪少女》在視覺小說數據庫的頁面 （英文）